# 91 f.Kr.

## Händelser

### Efter plats

#### Romerska republiken
- Sextus Julius Caesar och Lucius Marcius Philippus blir konsuler i Rom.
- Tribunen Marcus Livius Drusus föreslår utökat romerskt medborgarskap att gälla även för Roms allierade, men mördas på grund härav, vilket leder till bundsförvantskrigets utbrott.

#### Kina
- Kronprins Liu Ju av Handynastin gör uppror mot sin far, kejsar Han Wudi, och hans häxförföljelser. Efter att hans uppror har misslyckats hänger han sig själv.

### Efter ämne

## Födda
- Han Xuandi, kinesisk kejsare av Handynastin

## Avlidna
- Marcus Livius Drusus, romersk politiker (mördad)
- Lucius Licinius Crassus, romersk konsul och orator
- Quintus Caecilius Metellus Numidicus, romersk fältherre och statsman
- Liu Ju, kronprins av den kinesiska Handynastin (självmord)
- Wei Zifu, kinesisk kejsarinna.